# Roy Mack
Roy Mack est un réalisateur américain, né le 14 décembre 1889 à New Brunswick (New Jersey) et mort le 16 janvier 1962  à Los Angeles (Californie).

## Filmographie
- 1930 : The Varsity Show
- 1930 : The Still Alarm
- 1930 : The Song Plugger
- 1930 : Roseland
- 1930 : The Pest of Honor
- 1930 : Opening Night
- 1930 : One Good Turn
- 1930 : A Holiday in Storyland
- 1930 : Bubbles (en)
- 1930 : The Bard of Broadway
- 1930 : Taxi Talks
- 1930 : The Wedding of Jack and Jill
- 1930 : The Nagger at Breakfast
- 1930 : One on the Aisle
- 1930 : The Gob
- 1931 : Words & Music
- 1931 : The Smart Set-Up
- 1931 : On the Job
- 1931 : Old Lace
- 1931 : Nine O'Clock Folks
- 1931 : The Hangover
- 1931 : Freshman Love (en)
- 1931 : Cold Turkey
- 1931 : Batter Up!
- 1931 : Free and Easy
- 1932 : The Yacht Party
- 1932 : A Regular Trouper
- 1932 : A Mail Bride
- 1932 : Artistic Temper
- 1932 : Pie, Pie Blackbird
- 1932 : Tee for Two
- 1932 : A Modern Cinderella
- 1932 : The Red Shadow
- 1932 : Passing the Buck
- 1933 : Smash Your Baggage
- 1933 : Nothing Ever Happens
- 1933 : Come to Dinner
- 1933 : Africa Speaks -- English
- 1933 : Yours Sincerely
- 1933 : L'esprit fait du swing (That's the Spirit)
- 1933 : The Audition
- 1933 : 20,000 Cheers for the Chain Gang
- 1933 : Use Your Imagination
- 1933 : Rufus Jones for President
- 1933 : Seasoned Greetings
- 1933 : Kissing Time
- 1933 : Plane Crazy
- 1934 : Mills Blue Rhythm Band
- 1934 : Picture Palace
- 1934 : Story Conference
- 1934 : Private Lessons
- 1934 : Masks and Memories
- 1934 : Isham Jones & His Orchestra
- 1934 : King for a Day
- 1934 : The Winnah!
- 1934 : At the Races
- 1934 : Service with a Smile (en)
- 1934 : Good Morning, Eve!
- 1934 : The Policy Girl
- 1934 : Syncopated City
- 1934 : Paree, Paree
- 1934 : Mirrors
- 1934 : Le Rêve de l'océan (The Gem of the Ocean)
- 1934 : Soft Drinks and Sweet Music
- 1935 : Captain Blue Blood
- 1935 : The Love Department
- 1935 : An All-Colored Vaudeville Show
- 1935 : Surprise!
- 1935 : Oh, Evaline!
- 1936 : Sheik to Sheik
- 1936 : Home Run on the Keys
- 1936 : George Hall and His Orchestra
- 1936 : The Black Network
- 1936 : I'm Much Obliged
- 1936 : Rhythmitis
- 1936 : Shake, Mr. Shakespeare
- 1936 : Harry Reser and His Eskimos
- 1937 : Vitaphone Varieties: Roger Wolfe Kahn and His Orchestra
- 1937 : Hi De Ho
- 1937 : Flowers from the Sky
- 1937 : Jacques Fray and His Orchestra
- 1937 : Ups and Downs
- 1937 : Eliseo Grenet and His Orchestra
- 1937 : Postal Union
- 1937 : Emil Coleman and His Orchestra
- 1937 : Here's Your Hat
- 1938 : The Candid Kid
- 1938 : Little Me
- 1938 : Forget-Me-Knots
- 1938 : The Prisoner of Swing
- 1938 : Rainbow's End
- 1938 : Woody Herman & His Orchestra
- 1938 : Swing Cat's Jamboree
- 1938 : Ray Kinney and His Royal Hawaiian Orchestra
- 1938 : The Knight Is Young
- 1939 : A Swing Opera
- 1939 : One for the Book
- 1939 : The Nine Million
- 1939 : Artie Shaw and His Orchestra
- 1939 : Seeing Red
- 1940 : Frances Carroll & 'The Coquettes'
- 1940 : Double or Nothing (en)
- 1940 : Ozzie Nelson & His Orchestra
- 1940 : Wedding Bills
- 1942 : Twelfth Street Rag
- 1942 : Hillbilly Blitzkrieg